# Der Rauchfangkehrer
Der Rauchfangkehrer, oder Die unentbehrlichen Verräter ihrer Herrschaften aus Eigennutz  (Lo spazzacamino, ossia Gli indispensabili traditori delle Loro Signorie per tornaconto) è un'opera in tre atti di Antonio Salieri su libretto di Leopold Auenbrugger. La prima rappresentazione ebbe luogo al Burgtheater di Vienna il 30 aprile 1781. Denominato musikalisches Lustspiel (commedia musicale), il lavoro ha caratteristiche sia del Singspiel che dell'opera buffa italiana.
L'opera fu commissionata dall'imperatore Giuseppe II per la sua compagnia di canto, ed ebbe tredici rappresentazioni tra la première e il 5 luglio 1782. Successivamente godette di una certa popolarità nel nord della Germania, dove fu ripresa regolarmente fino all'inizio del XX secolo. La prima rappresentazione in tempi moderni si ebbe nel novembre del 2011 in Austria a Graz, città natale del librettista.
Salieri scrisse ruoli da virtuoso per alcuni dei più famosi cantanti di Vienna: Caterina Cavalieri, la creatrice del personaggio di Konstanze nel Ratto dal serraglio di Mozart, e Ludwig Fischer, creatore del personaggio di Osmin nella stessa opera. Nannette (Cavalieri), in cerca dell'amore di Volpino canta arie molto brillanti, notevole in particolare Wenn dem Adler das Gefieder, mentre nelle sue arie Herr von Bär (Fischer) mette in mostra notevoli doti di basso profondo. L'opera, inoltre, contiene significativi tratti umoristici, legati al personaggio di Volpino e all'infatuazione per lui delle due signore.

## Interpreti della prima rappresentazione
| Personaggio      | Interprete                     |
| ---------------- | ------------------------------ |
| Frau von Habicht | Barbara Strasser-Fischer       |
| Fräule Nannette  | Caterina Cavalieri             |
| Lisel            | Anna Maria Haselbeck-Schindler |
| Herr von Bär     | Ludwig Fischer                 |
| Herr von Wolf    | Joseph Matthias Souter         |
| Johann           | Friedrich Günther              |
| Volpino          | Gottfried Heinrich Schmidt     |
| Herr Tomaso      | Johann Baptist Hoffmann        |

## Trama
La vicenda si svolge nella ricca abitazione di Frau von Habicht, in una città tedesca.
L'opera mette in scena un intrigo amoroso in cui Volpino, spazzacamino, e Lisel, cuoca, sono in combutta per ottenere una dote dai loro padroni, Herr von Bär e Herr von Wolf. Volpino, con l'aiuto della musica, fa innamorare di sé Frau von Habicht e Nannette, poi convince i due gentiluomini, che corteggiano le donne, a dargli del denaro per disinteressarsi di loro.

## Discografia
- L'ouverture di Der Rauchfangkehrer fa parte di Antonio Salieri. Overtures & Ballet music (Volume 1), direttore Thomas Fey, Mannheimer Mozartorchester, Haenssler Classic, 2008[5]
- L'aria Wenn dem Adler das Gefieder si trova in Divas of Mozart's Day. Soprano Patrice Michaels,  direttore Stephen Alltop, Classical Arts Orchestra. Cedille Records (2002)[6]